# 니콜라이 부레닌
니콜라이 예브게니예비치 부레닌(러시아어: Николай Евгеньевич Буренин, 1874년 12월 5일 ~ 1962년 6월 30일)은 러시아의 음악가, 혁명가다. 고참 볼셰비키로, 20세기 초 볼셰비키의 각종 불법공작 조직 전문가였다.
1874년 상트페테르부르크의 부유한 상인 집안에서 태어났다. 1892년 페트롭스코예 상업학교를 졸업, 황립예술원에 진학했다. 그 뒤 콘서트 피아니스트로 일하다가 1901년부터 혁명 운동에 투신했고 1904년 러시아 사회민주노동당에 입당했다.
부레닌가는 러시아와 핀란드 국경 근처 키랴살로에 저택을 하나 가지고 있었는데, 이 저택은 무기 및 불온서적 밀수의 온상이었다. 제4차, 제5차 전당대회에 참여한 대표자들의 국경 월경도 이 부레닌 저택을 중심으로 이루어졌다. 근교의 로슈치노 철도역에 요인이 내리면 부레닌 및 그 일당이 가서 접선해 데려오는 식이었다. 또한 각종 불법인쇄물 제작, 안전가옥 마련, 혁명자금 모금 등에도 부레닌이 관여했다. 부레닌은 1905년 핀란드의 튀욀래삭티비스미가 일본에게서 무기를 밀수하려 한 SS 존 그래프턴 사건에도 연루되었고, 그 이듬해에는 헬싱키 시내에서 벌어진 러시아 국가은행 헬싱키지점 강도사건을 지휘했다.
헬싱키 은행강도사건 직후 부레닌은 강도 실행책들에게서 거액의 돈을 전달받고, 실행책들이 모두 체포당하는 와중에 막심 고리키의 비서로 위장해 혼자 핀란드를 빠져나갔다. 1906년 11월 부레닌과 고리키, 마리아 안드레예바는 이탈리아에 도착했다. 부레닌은 카프리섬에서 3개월 머물렀고, 고리키는 그 섬에서 7년을 눌러앉았다. 그 뒤로도 부레닌은 혁명 자금 조달 공작을 벌이고 다니다 1907년 체포되어 크레스티 감옥에 1년간 수감되었으나 볼셰비키 운동 참여를 멈추지 않았다. 10월 혁명 이후 부레닌은 교육인민위원회에 소속되었고 후에는 상트페테르부르크 공교육부 연극부에서 일했다. 1920년대에 부레닌은 핀란드(1920년-1925년)와 독일(1925년-1929년)에서 통상대표를 역임했다. 1930년대에는 러시아 혁명사 문서보관소에서 근무하다가 1935년 은퇴했다. 1962년 사망했고 1967년 회고록이 출간되었다.